# 今井城 (越後国)
今井城（いまいじょう）は、新潟県中魚沼郡津南町上郷大井平字城にあった日本の城。新潟県指定史跡。

## 概要
信濃川に面した河岸段丘の先端に造られた山城である。東西を信濃川支流の渓谷に囲まれた要害で、曲輪や空堀・土塁・畝形阻塞などの遺構群が良好に遺存している。平安時代末の寿永年間（1182年-1185年）には、木曽義仲に仕えた今井兼平の居城であったと伝承される（『中魚沼郡誌』）。城の南東側に土塁などの防備が構築されていないことから、南北朝時代には信濃国の市河氏管轄下にあったと考えられている。戦国時代には上杉氏の勢力下に入り、金子次郎右衛門が城番を務めたが、慶長3年（1598年）の上杉景勝の会津移封に伴い廃城となったという。
2013年（平成25年）3月26日に新潟県指定史跡に指定された。